# Bodemvervloeiing

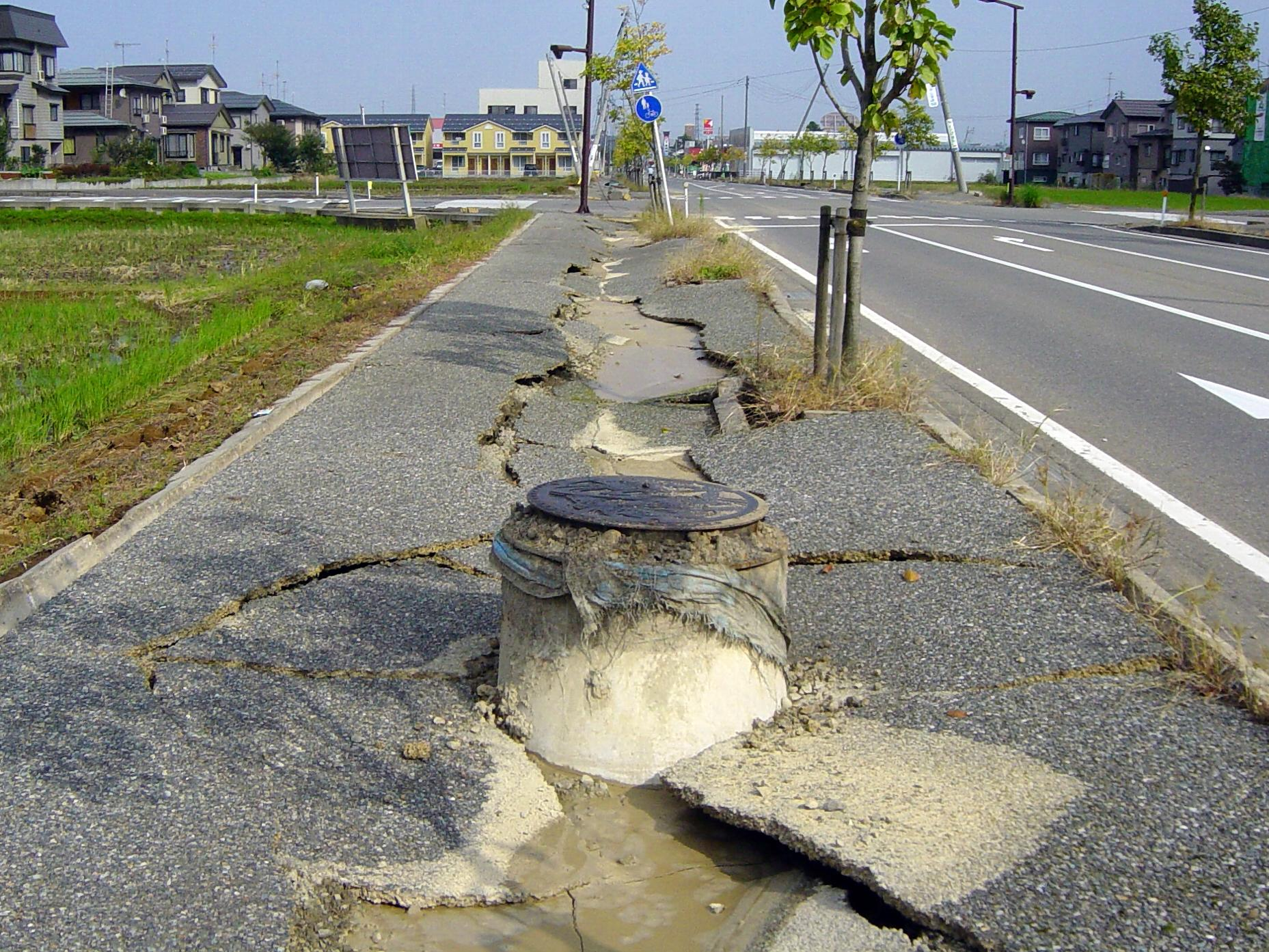
Door vervloeiing tijdens de aardbeving van 2004 in Niigata, Japan, komt de riolering bovendrijven

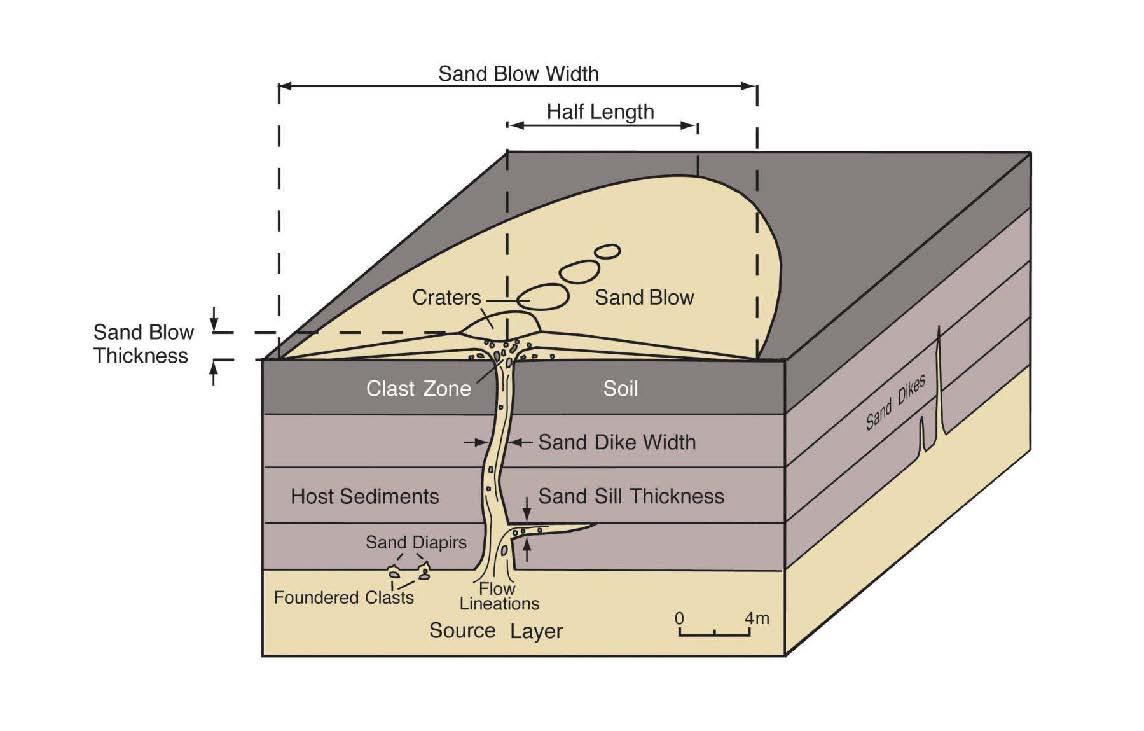
Ontstaan van zandduinen door bodemvervloeiing bij een aardbeving

Bodemvervloeiing of verweking (liquefactie) is een verschijnsel waarbij de bodem een aanzienlijk verlies van sterkte en samenhang ondervindt in reactie op toegebrachte spanning, gewoonlijk door een aardbeving. Hierdoor gedraagt de bodem zich als een vloeistof. Dit verschijnsel kan ook optreden bij zandopspuitingen en oevers van bijvoorbeeld estuaria met losgepakt zand in de ondergrond. Door trillingen van golven kan dan lokaal de poriënwaterspanning hoger worden, wat kan leiden tot bodemvervloeiing. Overigens wordt het verschijnsel in dit verband vaak 'zettingsvloeiing' genoemd. In extreme gevallen kan dit tot een dijkval leiden. 
Dit verschijnsel wordt meestal waargenomen in losse zanderige grond, omdat los zand de neiging heeft samengeperst te worden wanneer het beladen wordt. Dicht gepakt zand heeft anderzijds de neiging om uit te dijen (dilatantie). In een waterverzadigde grond zijn de porieruimtes tussen de grondkorrels gevuld met water. Door de samenpersing van de grond neemt de druk in het water toe en zal dit de neiging hebben om uit de grond te vloeien. Indien de belasting van de grond sterk en herhaaldelijk plaatsvindt, zal het water niet tijdig kunnen wegvloeien voordat de volgende belasting van de grond plaatsvindt. Daarom zal elke cyclus van belasting de waterdruk in de grond opbouwen. Uiteindelijk kan hierdoor de waterdruk groter worden dan de spanning die de grondkorrels met elkaar verbindt. Het gevolg is dat de grond zijn sterkte verliest en zich gedraagt als een vloeistof. Hierdoor kunnen aardverschuivingen of -verzakkingen plaatsvinden. Anders gezegd: doordat de waterdruk in de poriën toeneemt zal de lithostatische druk tussen te korrels afnemen (de korrelspanning neemt af), komen de korrels minder stevig te liggen en kunnen makkelijk gaan stromen. 
Een grondsoort waarmee dit ook kan gebeuren is snelle klei. De bodemvervloeiing die dan optreedt heeft hetzelfde effect als hierboven beschreven, maar vindt zijn oorzaak niet zozeer in de afname van de korrelspanning, maar in veranderingen van de elektrische lading van de kleideeltjes door wijziging van het zoutgehalte.